# Лейла Пахлаві
Принцеса Лейла Пахлаві (перс. لیلا پهلوی; 27 березня 1970, Тегеран, Іран — 10 червня 2001, Лондон, Велика Британія) — молодша дочка шаха Ірану Мохаммеда Реза Пахлаві і його третьої дружини шахбану Фарах Пахлаві.

## Раннє життя
Лейла народилася 27 березня 1970 року в Тегерані. Вона була четвертою дитиною Шаха і шахбану.

## У вигнанні
Лейлі було 9 років, коли її сім'я повинна була вирушити у вигнання внаслідок Іранської революції. Після смерті її батька в Єгипті через лімфому в 1980 році, родина оселилася в США. Закінчивши денну школу округу Рай в 1988 році, вона відвідувала школу в Массачусетсі до 1992 року, після чого вступила до Браунівського університету.
Лейла ніколи не була одружена, вона витрачала більшу частину часу на поїздки з Гринвіча, Коннектикут, в Париж, де жила її мати. Бувши моделлю для Валентіно, вона потерпала від нервової анорексії, хронічної низької самооцінки, важкої депресії та синдрому хронічної втоми. Дуже багато часу проводила на лікуванні в лікарнях США і Великої Британії. Принцеса також часто бувала в готелі Леонард в Лондоні, сплачуючи £ 450 за ніч за свій улюблений номер. Менеджер готелю, Ангела Стоппані, в газеті «The Daily Telegraph» повідомляла, що принцеса приходила в готель «розслаблятися».

## Смерть
У неділю, 10 червня 2001 року, близько 19:30, Лейлу мертвою знайшов лікар у її кімнаті в готелі Леонард. Вона прийняла більш ніж у 5 разів смертельну дозу секобарбіталу, барбітурату, який використовується для лікування безсоння, і несмертельну дозу кокаїну. Перебувала в ліжку, її тіло було виснажене анорексією та булімією. Відповідно до звіту про її смерть, який включав інформацію про аутопсію, проведену Westminster Coroner's Court, вона вкрала секобарбітал з докторського столу під час зустрічі й була схильна до вживання наркотиків, зазвичай приймаючи 40 таблеток за раз, замість 2-х запропонованих.
17 червня 2001 року була похована біля бабусі по материнській лінії, Фарідех Гхотбі Діба, на кладовищі Пассі, Париж, Франція. Під час похорону була присутня її мати — шахбану Фарах, а також члени колишнього французького королівського сімейства та Федерик Міттерран, племінник колишнього французького президента Франсуа Міттерран.
4 січня 2011 року її брат Алі Реза Пахлаві був знайдений мертвим у Бостоні, Массачусетс. Причина — самогубство.
Сучасний іранський королівський дім складається тепер з шахбану Фарах Пахлаві, її сина Реза Пахлаві, дочки Фарахназ Пахлаві та зведеної сестри Шахназ Пахлаві.

## У музиці
У 2010 році вийшов альбом французької співачки Мілен Фармер, до складу якого увійшла однойменна пісня «Leila», присвячена принцесі Лейлі Пахлаві, на написання якої співачку надихнуло знайомство з її матір'ю.